# Schneid (Tannheimer Berge)
Die Schneid (auch Schneidspitze, Schneide) ist ein 2009 m ü. A. hoher Berg im österreichischen Teil der Allgäuer Alpen.

## Lage und Umgebung
Der in der Untergruppe Tannheimer Berge gelegene Berg bildet den nördlichen Endpunkt eines kurzen Bergkamms, der von der Gaichtspitze (1986 m) über den Hahnenkamm (1938 m) nach Norden zieht und senkrecht zum Hauptkamm der Tannheimer Berge steht. Nach Süden trennt das Hochjoch (1754 m) die Schneid von der Ditzl (1817 m), im Nordwesten liegt das Sabachjoch (1860 m), das zum Kellenschrofen (2091 m) an der Kellenspitze (2238 m) übergeht. Über das Gehrenjoch (1858 m) ist die Schneid mit der Gehrenspitze (2163 m) verbunden. Die Flanken der Schneid fallen nach Südwesten ins Tannheimer Tal ab, nach Norden ins kurze Sabachtal und nach Südosten ins Lechtal ab.
Die Gemarkung, auf der sich der größte Teil der Schneid befindet ist Wängle, über den Gipfel verläuft die Grenze zur nördlich gelegenen Gemeinde Musau.

## Geologie
Im Bereich der Schneidspitze kann man eine Überschiebung der Allgäuschichten durch die Lechtaldecke beobachten. Diese beginnt am Hochjoch. Aufsteigend nach Norden kann zunächst eine Falte aus Wettersteinkalk, Raibler Schichten und Hauptdolomit beobachtet werden. Durch die Falte vorgegeben folgen dem Hauptdolomit wieder Raibler Schichten und Wettersteinkalk. Diesem schließen sich zwei Schichten Partnach-Formation an, die durch Alpinen Muschelkalk unterbrochen werden. Darauf lagert der gipfelbildende Wettersteinkalk, der sich nach Norden zu den Hauptgipfeln fortsetzt.

## Namensherkunft
Erstmals erwähnt wurde die Schneid 1880 in einer Österreichkarte als Schneid Sp. Der Name leitet sich von dem nach Westen ziehenden Gras-Grat ab. Ein solches „Schneid“ wird im Bairischen für scharfe Grate verwendet. Thaddäus Steiner geht deshalb davon aus, dass die Verwendung mit der Schneid ihren westlichsten Ausläufer hat, da im Allgäu ansonsten Egg verwendet wurde. Im Tannheimer Tal war dagegen eine Benennung auf Grund der Form einer Kirche üblich.

## Besteigung
Stützpunkt für die Besteigung der Schneid ist die Bergstation der Reuttener Hahnenkammbahn, von wo aus der Weg über das Tiefjoch und die Ditzl in die Südwestflanke der Schneid und ins Sabachjoch führt. Der hier beginnende, mit Steiganlage versehene Nordwestgrat zum Gipfel verlangt Trittsicherheit, bei Varianten direkt an der Gratschneide sind Stellen bis zum II. Schwierigkeitsgrad möglich. Das Sabachjoch kann auch aus dem Sabachtal und dem Tannheimer Tal erreicht werden, außerdem ist der Aufstieg vom Gimpelhaus (1659 m) und der Tannheimer Hütte (1730 m) möglich. Die Besteigung der Schneid über das Gehrenjoch, Nordflanke und Ostgrat ist unschwierig. Der Zugang zum Gehrenjoch erfolgt aus dem Sabachtal, aus dem Lechtal oder von der Bergstation.
In der Südflanke gibt es eine kurze, ungefähr 50 Meter lange Kletterei (IV+), die 1980 von Koch erstbegangen wurde.
Im Winter kann die Schneid als Skitour durch das Raintal und das Sabachtal bestiegen werden.

## Bilder

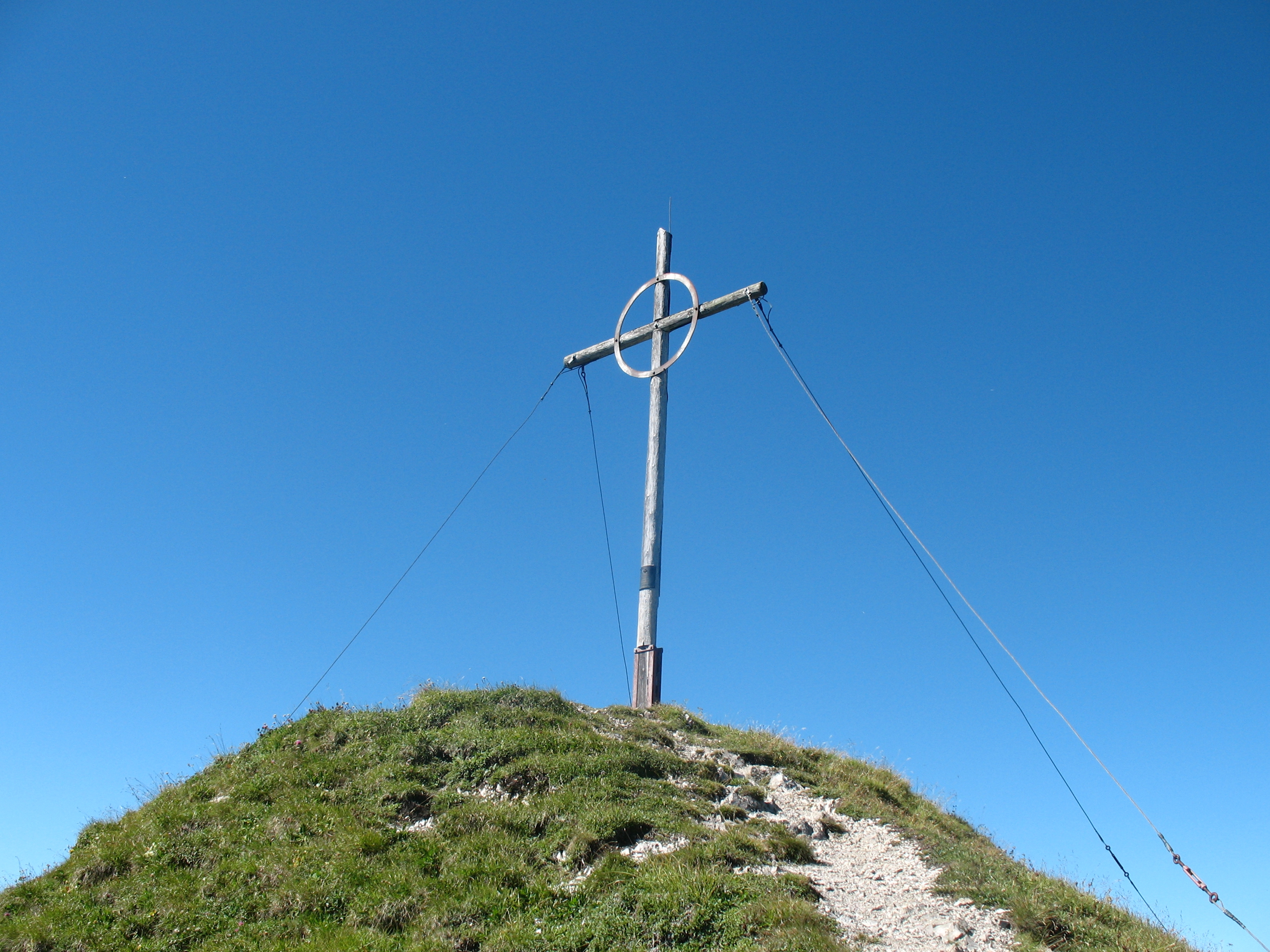
Gipfelkreuz
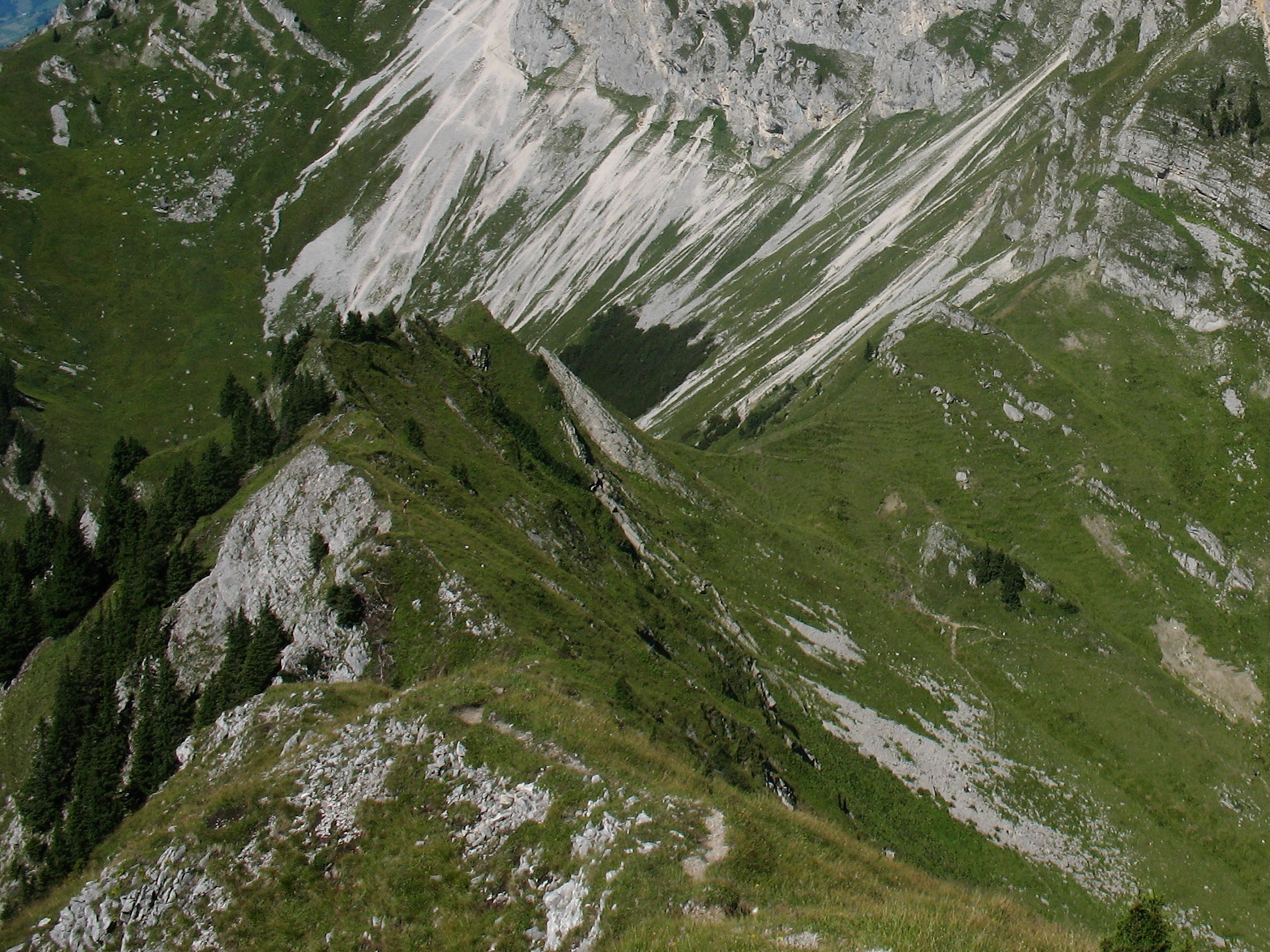
Nordwestgrat
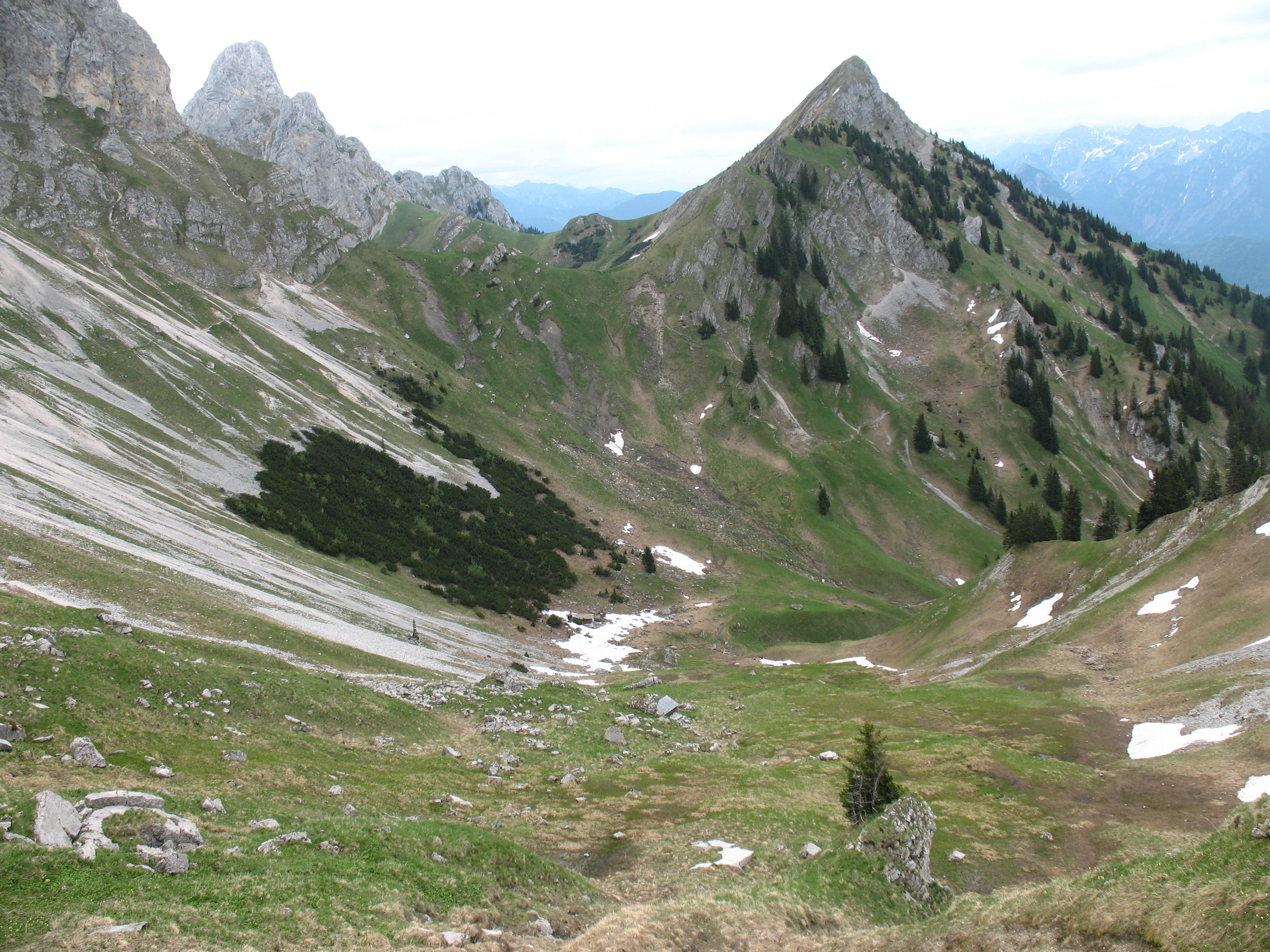
Südwestflanke
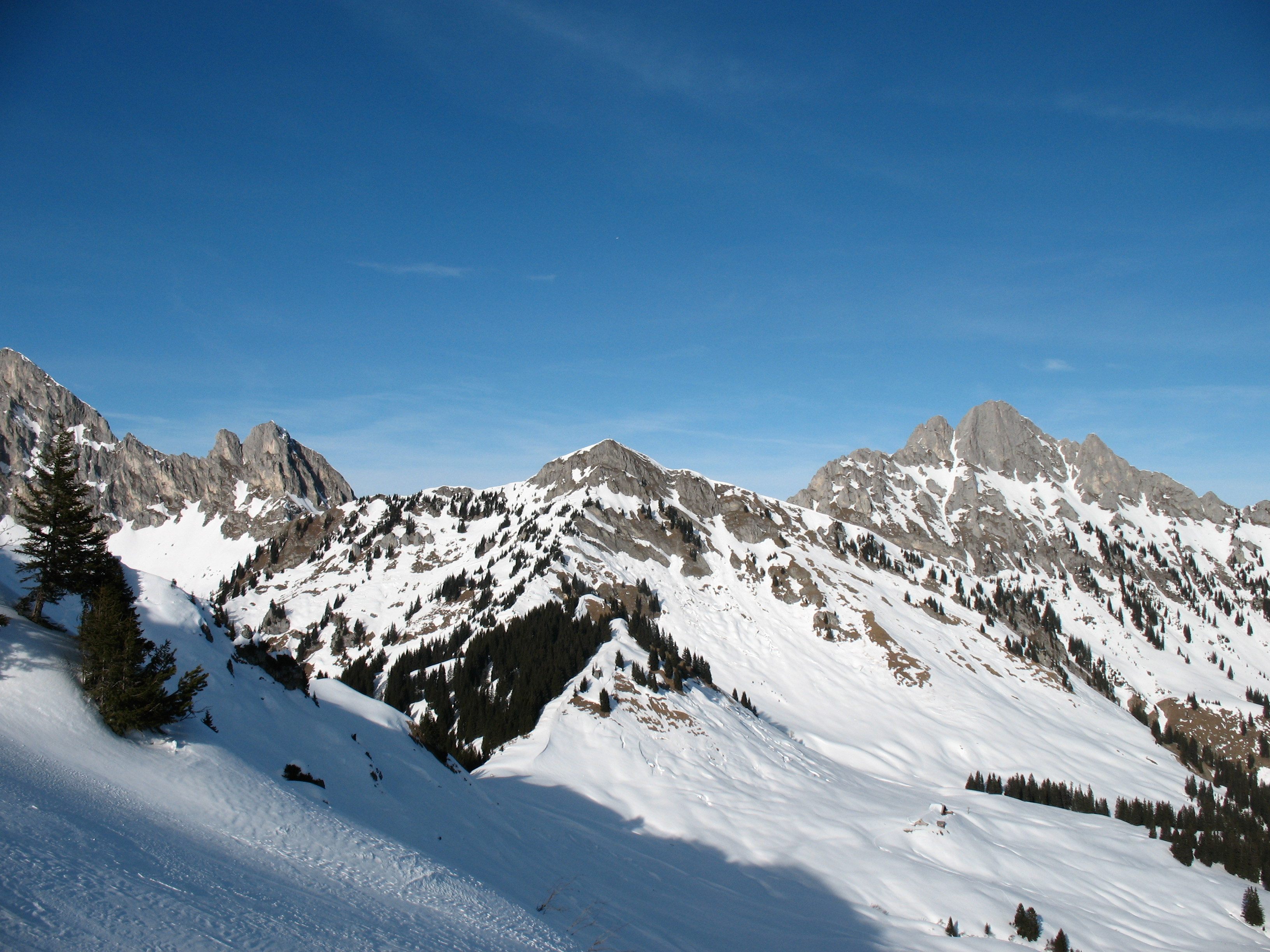
Südflanke